# 加賀市
加賀市（日语：／ Kaga shi */?）為位於日本石川縣西南部的城市，南側與福井縣接壤。
轄區東南部為兩白山地，西北部為加越台地，主要市區位於兩者之間的平原區域中。

## 人口
| 加賀市人口分布圖 |                                               |  |
| 加賀市與日本全國年齡別人口分布比較圖 （2005年資料） | 加賀市的年齡、男女別人口分布圖 （2005年資料） |  |
| ■紫色是加賀市 ■綠色是全国 | ■藍色是男性 ■紅色是女性                       |  |
| 加賀市人口變化 \| 1970年 \| 69,664人 \| \| \| 1975年 \| 74,405人 \| \| \| 1980年 \| 77,335人 \| \| \| 1985年 \| 80,877人 \| \| \| 1990年 \| 80,714人 \| \| \| 1995年 \| 80,333人 \| \| \| 2000年 \| 78,563人 \| \| \| 2005年 \| 74,982人 \| \| \| 2010年 \| 71,887人 \| \| \| 2015年 \| 67,186人 \| \| \| 2020年 \| 63,220人 \| \| |                                               |  |
| 資料來源：日本總務省統計中心提供之人口普查數據 |                                               |  |
| 1970年 | 69,664人                                      |  |
| 1975年 | 74,405人                                      |  |
| 1980年 | 77,335人                                      |  |
| 1985年 | 80,877人                                      |  |
| 1990年 | 80,714人                                      |  |
| 1995年 | 80,333人                                      |  |
| 2000年 | 78,563人                                      |  |
| 2005年 | 74,982人                                      |  |
| 2010年 | 71,887人                                      |  |
| 2015年 | 67,186人                                      |  |
| 2020年 | 63,220人                                      |  |

## 歷史
現在的加賀市轄區過去在令制國時代屬於加賀國江沼郡，在14世紀之前由狩野氏在此建立了大聖寺城，1600年關原之戰後，本地成為加賀藩前田氏的領地，大聖寺城也因此在1615年因一國一城令而遭到拆除；1639年加賀藩藩主前田利常將本地交給三子前田利治，並在此建立大聖寺藩，此後直到19世紀江戶時代結束都是屬於大聖寺藩前田氏的領地。
1871年實施廢藩置縣後改隸屬大聖寺縣，不過旋即在同年底的第一次府縣整併中被併入金澤縣，而金澤縣在三個月後更名為石川縣。
1889年日本實施町村制，現在的加賀市轄區在當時分屬大聖寺町、山中村、山代村、三木村、瀨越村、福田村、三谷村、南鄉村、河南村、西谷村、東谷奧村、東谷口村、敕使村、村、作見村、黑崎村、橋立村、鹽津村、篠原村、動橋村、分校村、鹽屋村共22個行政區劃，在經歷1940年代至1950年代期間的昭和大合併後，除了山中村、西谷村、東谷奧村外的大部分區域於1958年整併為第一代的加賀市，而位於東南部山區的山中村、西谷村、東谷奧村及河南村的部分區域於1955年整併山中町。
2000年代日本政府再次推動平成大合併，加賀市與山中町在2005年合併為新設立的加賀市。

### 變遷表
| 1889年4月1日            | 1889年 - 1912年           | 1912年 - 1944年              | 1945年 - 1954年              | 1945年 - 1954年              | 1955年 - 1989年            | 1955年 - 1989年           | 1989年 - 現在              | 現在                       |
| ----------------------- | ------------------------- | ---------------------------- | ---------------------------- | ---------------------------- | -------------------------- | ------------------------- | -------------------------- | -------------------------- |
| 山中村                  | 山中村                    | 1913年2月13日 改制為山中町   | 1913年2月13日 改制為山中町   | 1913年2月13日 改制為山中町   | 1955年4月1日 合併為山中町  | 山中町                    | 2005年10月1日 合併為加賀市 | 2005年10月1日 合併為加賀市 |
| 西谷村                  |                           |                              |                              |                              | 1955年4月1日 合併為山中町  | 山中町                    | 2005年10月1日 合併為加賀市 | 2005年10月1日 合併為加賀市 |
| 東谷奧村                |                           |                              |                              |                              | 1955年4月1日 合併為山中町  | 山中町                    | 2005年10月1日 合併為加賀市 | 2005年10月1日 合併為加賀市 |
| 河南村                  |                           |                              |                              |                              | 1955年4月1日 合併為山中町  | 山中町                    | 2005年10月1日 合併為加賀市 | 2005年10月1日 合併為加賀市 |
| 1960年7月1日 併入加賀市 |                           |                              |                              |                              | 1955年4月1日 合併為山中町  |                           | 2005年10月1日 合併為加賀市 | 2005年10月1日 合併為加賀市 |
| 大聖寺町                | 大聖寺町                  | 大聖寺町                     | 大聖寺町                     | 大聖寺町                     | 大聖寺町                   | 1958年1月1日 合併為加賀市 | 2005年10月1日 合併為加賀市 | 2005年10月1日 合併為加賀市 |
| 福田村                  | 福田村                    | 1935年6月15日 併入大聖寺町   | 大聖寺町                     | 大聖寺町                     | 大聖寺町                   | 1958年1月1日 合併為加賀市 | 2005年10月1日 合併為加賀市 | 2005年10月1日 合併為加賀市 |
| 瀨越村                  | 瀨越村                    | 瀨越村                       | 瀨越村                       | 1954年3月10日 併入大聖寺町   | 大聖寺町                   | 1958年1月1日 合併為加賀市 | 2005年10月1日 合併為加賀市 | 2005年10月1日 合併為加賀市 |
| 瀨越村                  | 1891年11月21日 併入三木村 | 三木村                       | 三木村                       | 三木村                       | 三木村                     | 1958年1月1日 合併為加賀市 | 2005年10月1日 合併為加賀市 | 2005年10月1日 合併為加賀市 |
| 三木村                  |                           | 三木村                       | 三木村                       | 三木村                       | 三木村                     | 1958年1月1日 合併為加賀市 | 2005年10月1日 合併為加賀市 | 2005年10月1日 合併為加賀市 |
| 山代村                  | 山代村                    | 1913年3月10日 改制為山代町   | 山代町                       | 山代町                       | 1955年1月20日 合併為山代町 | 1958年1月1日 合併為加賀市 | 2005年10月1日 合併為加賀市 | 2005年10月1日 合併為加賀市 |
| 村                      | 村                        | 1942年5月1日 併入山代町      | 山代町                       | 山代町                       | 1955年1月20日 合併為山代町 | 1958年1月1日 合併為加賀市 | 2005年10月1日 合併為加賀市 | 2005年10月1日 合併為加賀市 |
| 東谷口村                |                           |                              |                              |                              | 1955年1月20日 合併為山代町 | 1958年1月1日 合併為加賀市 | 2005年10月1日 合併為加賀市 | 2005年10月1日 合併為加賀市 |
| 敕使村                  |                           |                              |                              |                              | 1955年1月20日 合併為山代町 | 1958年1月1日 合併為加賀市 | 2005年10月1日 合併為加賀市 | 2005年10月1日 合併為加賀市 |
| 三谷村                  |                           |                              |                              |                              |                            | 1958年1月1日 合併為加賀市 | 2005年10月1日 合併為加賀市 | 2005年10月1日 合併為加賀市 |
| 南鄉村                  |                           |                              |                              |                              |                            | 1958年1月1日 合併為加賀市 | 2005年10月1日 合併為加賀市 | 2005年10月1日 合併為加賀市 |
| 黑崎村                  | 黑崎村                    | 1930年1月1日 合併為橋立村    | 1930年1月1日 合併為橋立村    | 1952年6月10日 改制為橋立町   | 1952年6月10日 改制為橋立町 | 1958年1月1日 合併為加賀市 | 2005年10月1日 合併為加賀市 | 2005年10月1日 合併為加賀市 |
| 橋立村                  |                           | 1930年1月1日 合併為橋立村    | 1930年1月1日 合併為橋立村    | 1952年6月10日 改制為橋立町   | 1952年6月10日 改制為橋立町 | 1958年1月1日 合併為加賀市 | 2005年10月1日 合併為加賀市 | 2005年10月1日 合併為加賀市 |
| 動橋村                  | 動橋村                    | 動橋村                       | 1947年11月3日 改制為動橋町   | 1954年11月3日 合併為動橋町   | 1954年11月3日 合併為動橋町 | 1958年1月1日 合併為加賀市 | 2005年10月1日 合併為加賀市 | 2005年10月1日 合併為加賀市 |
| 分校村                  |                           |                              |                              | 1954年11月3日 合併為動橋町   | 1954年11月3日 合併為動橋町 | 1958年1月1日 合併為加賀市 | 2005年10月1日 合併為加賀市 | 2005年10月1日 合併為加賀市 |
| 鹽屋村                  |                           |                              |                              |                              |                            | 1958年1月1日 合併為加賀市 | 2005年10月1日 合併為加賀市 | 2005年10月1日 合併為加賀市 |
| 作見村                  | 作見村                    | 1942年11月3日 合併為片山津町 | 1942年11月3日 合併為片山津町 | 1942年11月3日 合併為片山津町 | 片山津町                   | 1958年1月1日 合併為加賀市 | 2005年10月1日 合併為加賀市 | 2005年10月1日 合併為加賀市 |
| 鹽津村                  |                           | 1942年11月3日 合併為片山津町 | 1942年11月3日 合併為片山津町 | 1942年11月3日 合併為片山津町 | 片山津町                   | 1958年1月1日 合併為加賀市 | 2005年10月1日 合併為加賀市 | 2005年10月1日 合併為加賀市 |
| 篠原村                  | 篠原村                    | 篠原村                       | 篠原村                       | 1954年3月31日 併入片山津町   | 片山津町                   | 1958年1月1日 合併為加賀市 | 2005年10月1日 合併為加賀市 | 2005年10月1日 合併為加賀市 |
| 篠原村                  | 1896年4月1日 併入月津村   | 月津村                       | 月津村                       | 月津村                       | 1955年4月1日 併入片山津町  | 1958年1月1日 合併為加賀市 | 2005年10月1日 合併為加賀市 | 2005年10月1日 合併為加賀市 |
| 月津村                  | 月津村                    | 月津村                       | 月津村                       | 月津村                       | 1955年4月1日 併入小松市    | 1955年4月1日 併入小松市   | 1955年4月1日 併入小松市    | 1955年4月1日 併入小松市    |

## 行政

### 歷任市長
| 屆               | 任               | 姓名             | 上任日期         | 卸任日期         | 備註                       |
| 第一代加賀市市長 | 第一代加賀市市長 | 第一代加賀市市長 | 第一代加賀市市長 | 第一代加賀市市長 | 第一代加賀市市長           |
| ---------------- | ---------------- | ---------------- | ---------------- | ---------------- | -------------------------- |
| 1                | 1                | 新家熊吉         | 1958年2月9日     | 1962年2月8日     |                            |
| 2                | 2                | 矢田松太郎       | 1962年2月9日     | 1966年2月8日     |                            |
| 3                | 3                | 東野喜三郎       | 1966年2月9日     | 1970年2月8日     |                            |
| 4                | 4                | 山下仁三郎       | 1970年2月9日     | 1972年5月10日    | 於任內過世                 |
| 5                | 5                | 中野巳之吉       | 1972年6月25日    | 1976年6月13日    | 於任內因病辭職             |
| 6                | 6                | 山下力           | 1976年6月14日    | 1980年6月13日    |                            |
| 7                | 6                | 山下力           | 1980年6月14日    | 1984年6月13日    |                            |
| 8                | 6                | 山下力           | 1984年6月14日    | 1986年12月31日   | 於任內辭職                 |
| 9                | 7                | 矢田松太郎       | 1987年2月8日     | 1991年2月7日     | 前市長矢田松太郎之子       |
| 10               | 7                | 矢田松太郎       | 1991年2月8日     | 1995年2月7日     |                            |
| 11               | 7                | 矢田松太郎       | 1995年2月8日     | 1999年2月7日     |                            |
| 12               | 8                | 大幸甚           | 1999年2月8日     | 2003年2月7日     |                            |
| 13               | 8                | 大幸甚           | 2003年2月8日     | 2005年9月30日    | 因市町村合併而提前結束任期 |
| 第二代加賀市市長 |                  |                  |                  |                  |                            |
| 1                | 1                | 大幸甚           | 2005年10月30日   | 2009年10月29日   | 原加賀市市長               |
| 2                | 2                | 寺前秀一         | 2009年10月30日   | 2013年10月29日   |                            |
| 3                | 3                | 宮元陸           | 2013年10月30日   | 2017年10月29日   | 於選舉中擊敗原任市長當選   |
| 4                | 3                | 宮元陸           | 2017年10月30日   | 現任             |                            |
| 參考資料：       |                  |                  |                  |                  |                            |

## 交通

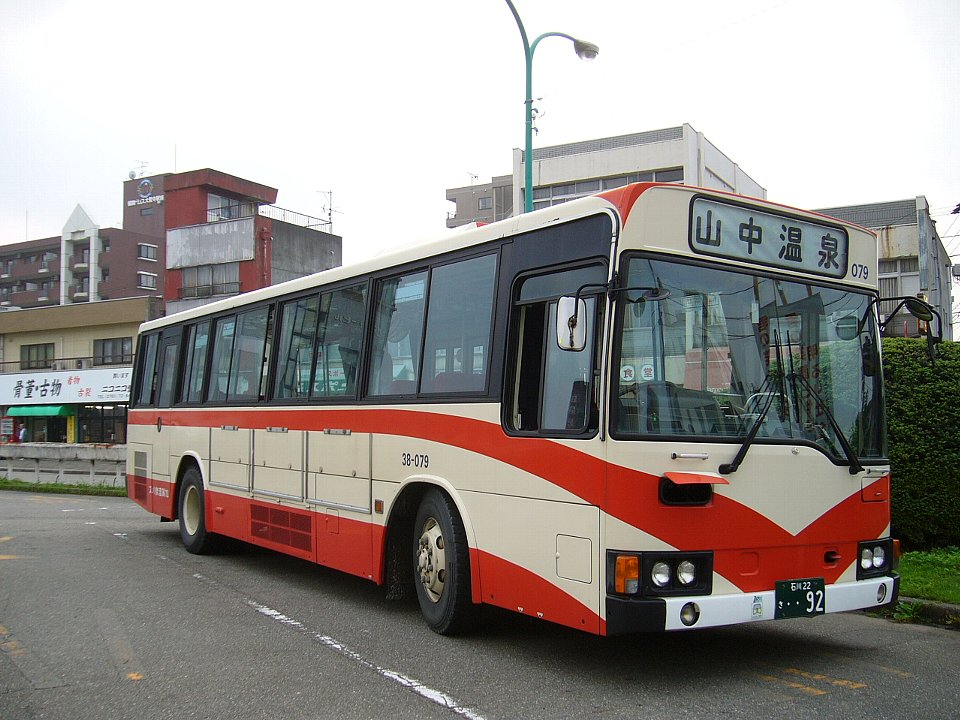
停靠於大聖寺車站前的加賀溫泉巴士

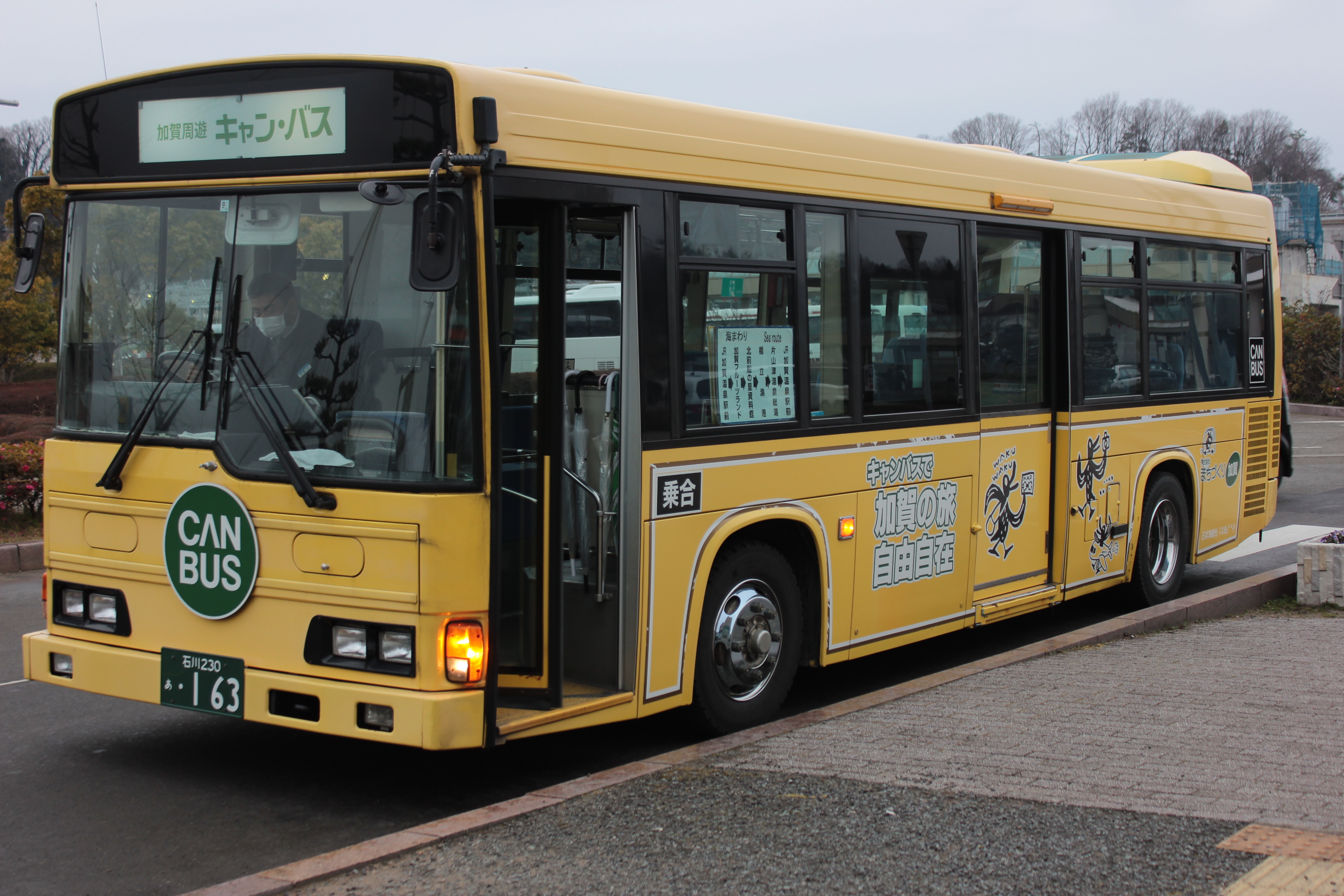
停靠於加賀溫泉車站前的加賀周遊巴士CANBUS

加賀市對外的主要交通仰賴鐵路北陸本線及高速公路北陸自動車道，大聖寺站為位於市區內的主要車站，但加賀溫泉站由於位於前往市內各溫泉區的樞紐，反而有較多的特別急行列車停靠於加賀溫泉車站，2024年3月，北陸新幹線於加賀溫泉站設站開業，繼承了北陸本線的對外聯繫，自大阪前往加賀市僅需一小時多，自東京出發也僅需三小時。轄內原北陸本線也轉由IR石川鐵道負責經營。
過去北陸鐵道曾自大聖寺站開設往東南接至山中溫泉的鐵路路線－山中線，最初在1899年開始營運時為使用馬車作為動力的馬車鐵路，1913年改為電氣化後，也成為石川縣內第一條電氣鐵路；不過此條鐵路已在1971年停止營運。
市內的客運路線則是由北陸鐵道集團旗下的加賀溫泉巴士經營，此外也有以服務觀光客為主的觀光周遊巴士CANBUS行駛於各溫泉區之間。

### 鐵路
- IR石川鐵道
  - IR石川鐵道線：（Hapi-line Fukui線） - 大聖寺站 - 加賀溫泉站 - 動橋站 - （小松市→）
- Hapi-line Fukui
  - Hapi-line Fukui線：（←蘆原市） - 大聖寺站 - （IR石川鐵道線）
- 西日本旅客鐵道
  - 北陸新幹線：（←小松市） - 加賀溫泉站 - （蘆原市→）

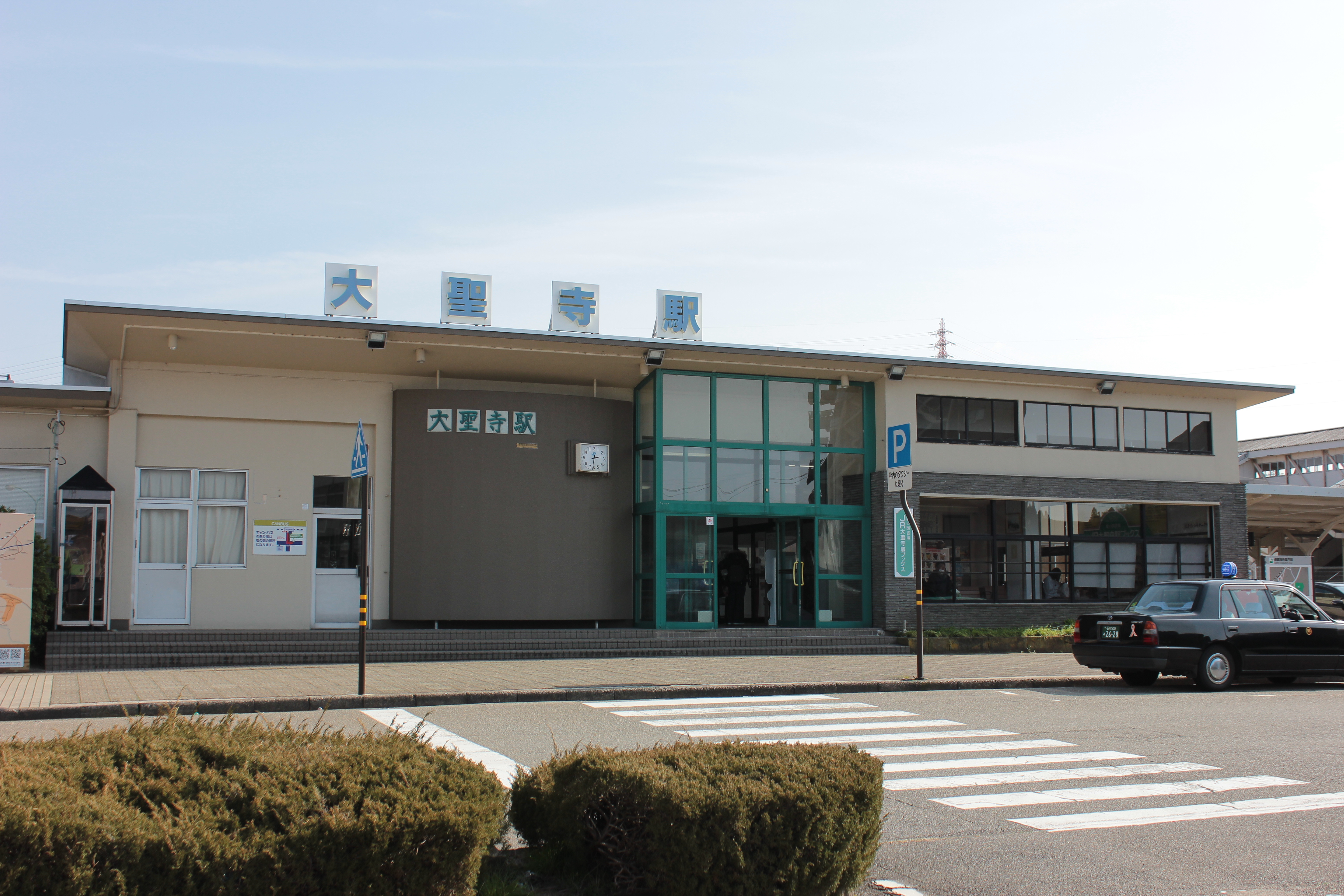
大聖寺站
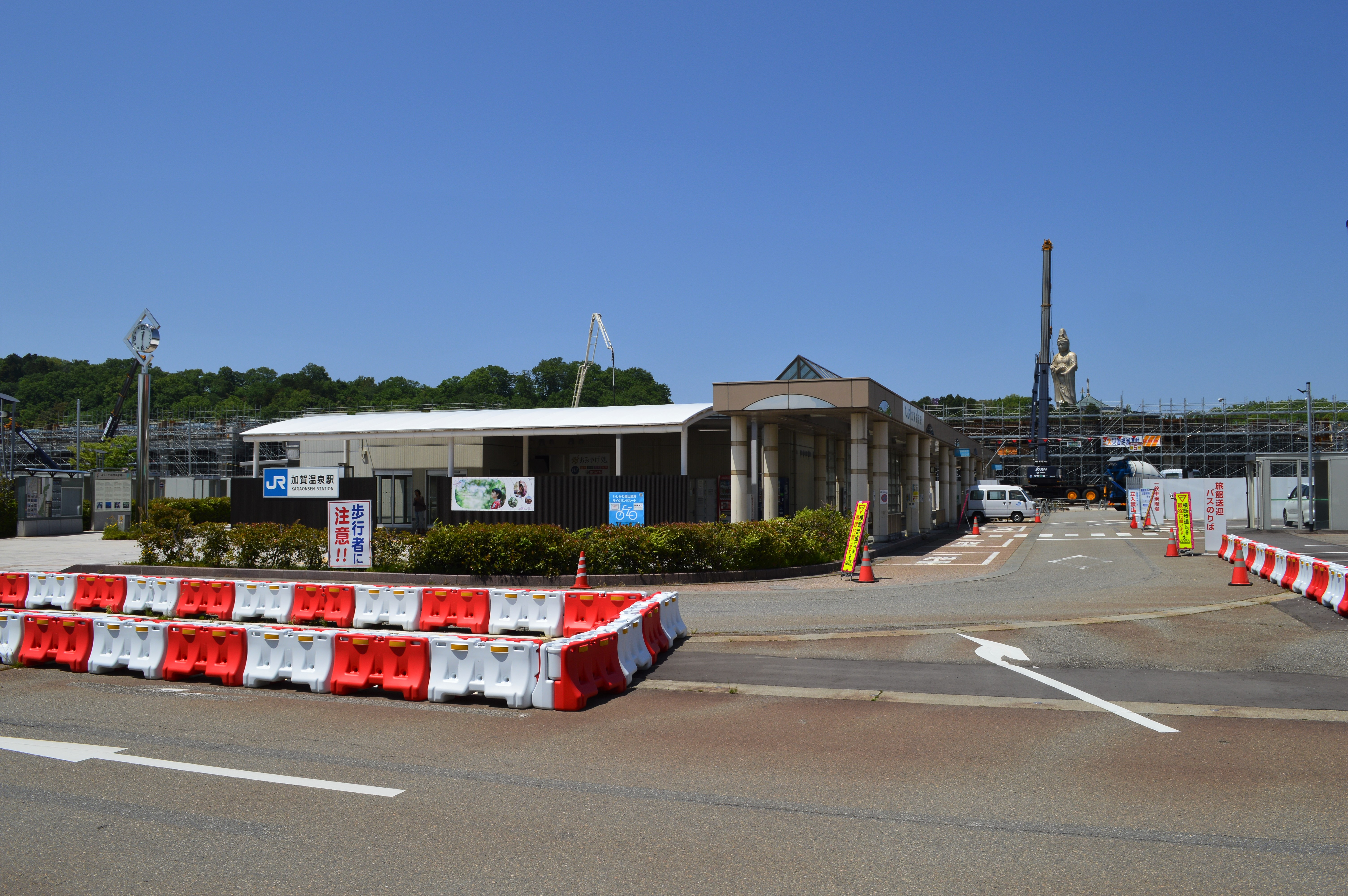
改建中的加賀溫泉站臨時站舍
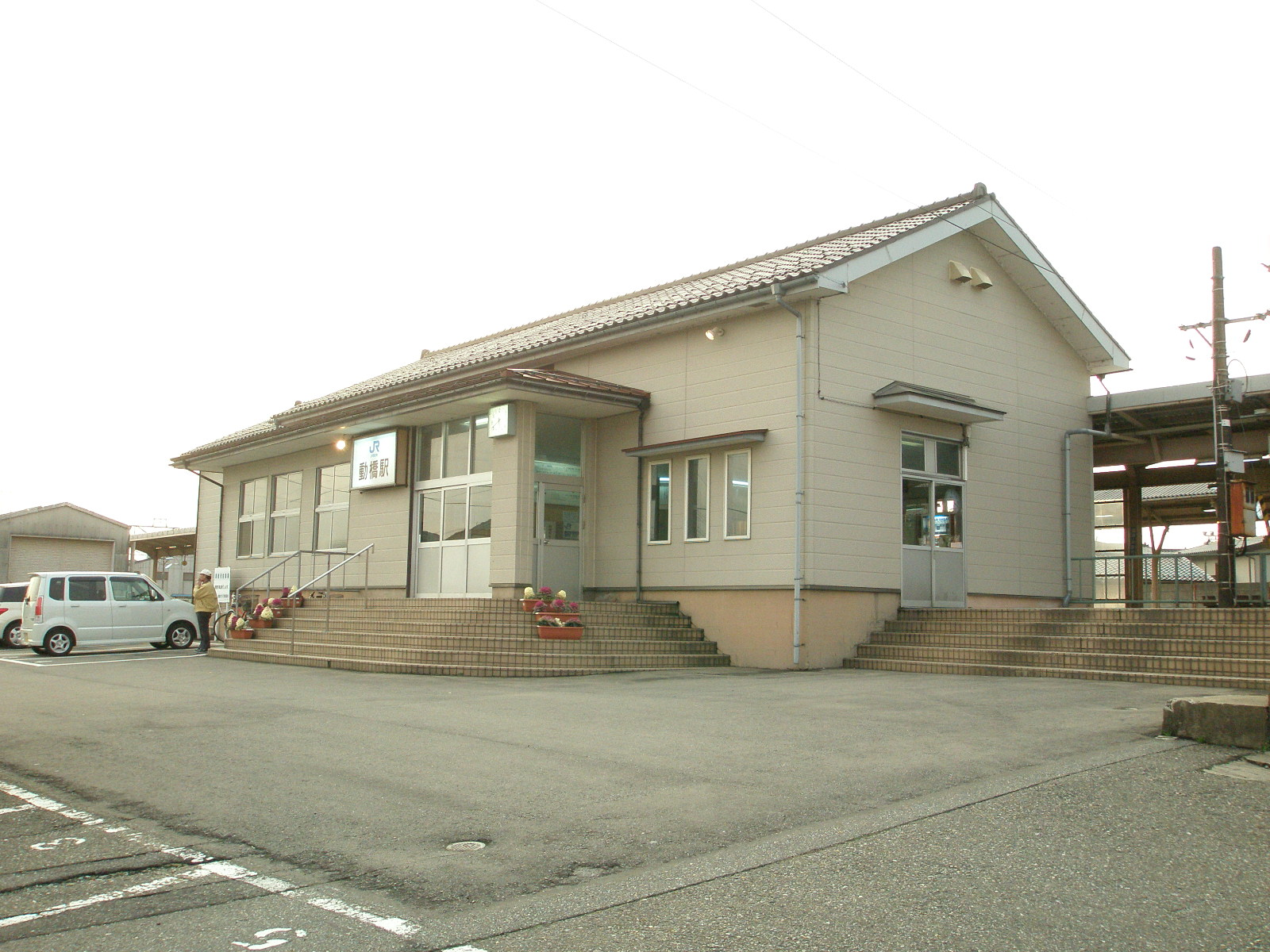
動橋站

### 公路
高速公路
- 北陸自動車道：（蘆原市） - 加賀交流道（日语：加賀インターチェンジ） - 尼御前服務區 - 片山津交流道（日语：片山津インターチェンジ） - （小松市）

## 觀光資源
在主要市區東側有包括山代溫泉、片山津溫泉、山中溫泉在內多個溫泉區，這三個溫泉區與位於小松市的粟津溫泉被統稱為加賀溫泉鄉；其中山代温泉和山中温泉都已擁有超過1,000年的歷史，山代温泉更是北陸三縣中規模最大的溫泉區，過去在1980年代曾經達到每年250萬人次旅客的規模。
加賀市全境的海岸線也是越前加賀海岸國定公園的範圍，包括以海蝕崖為主的尼御前岬、加佐之岬、被稱為加賀三湖之一的柴山潟、候鳥棲息地的片野鴨池，都已被劃入越前加賀海岸國定公園的範圍。

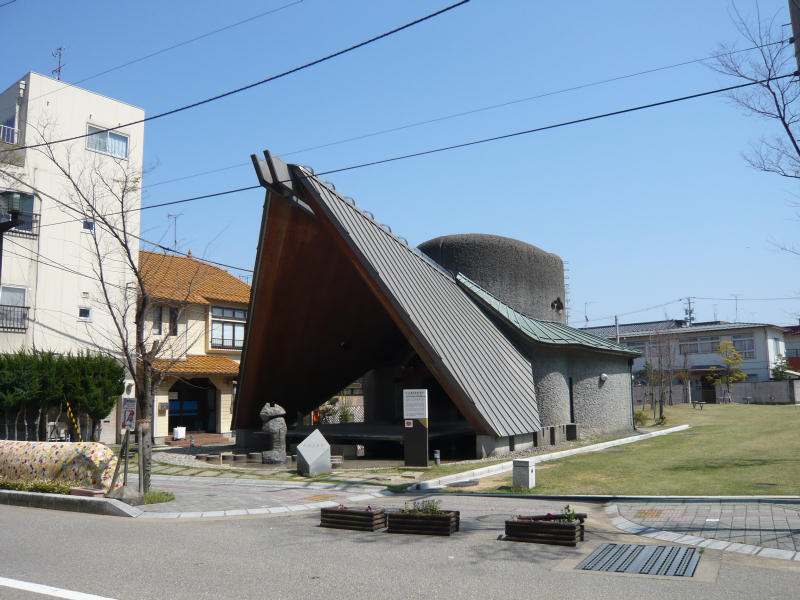
片山津溫泉的溫泉源
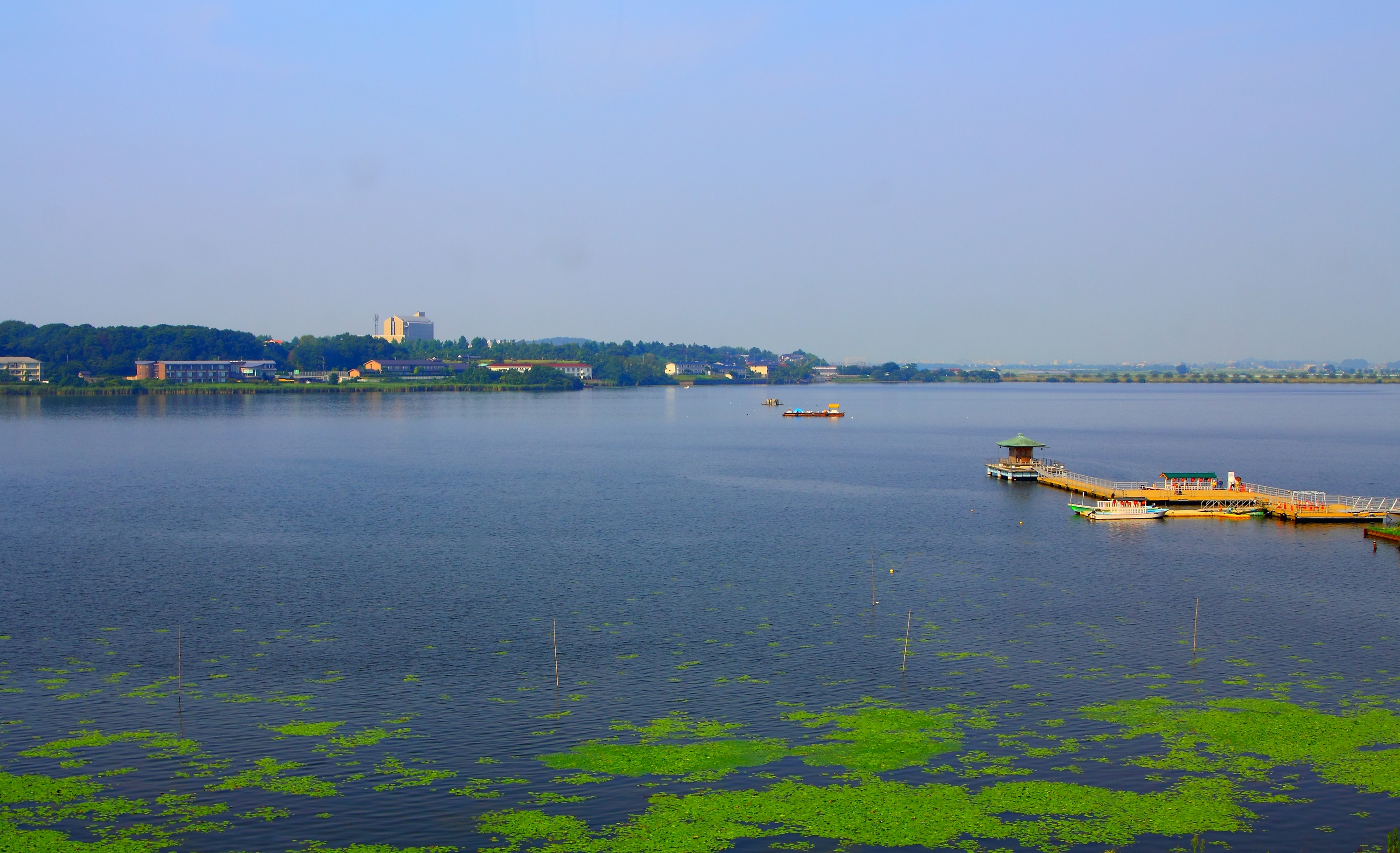
柴山潟及位於其岸邊的片山津溫泉
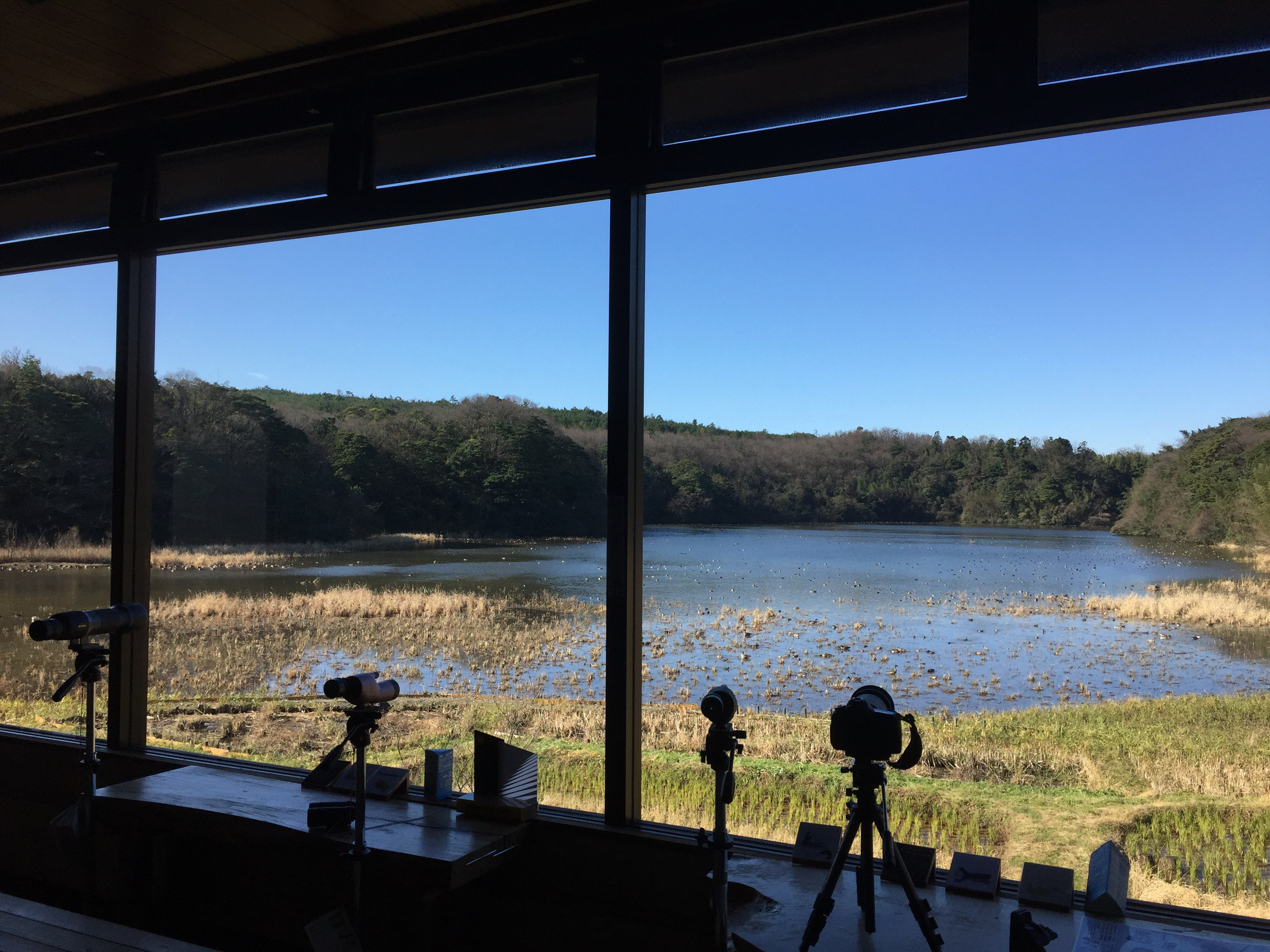
自加賀市鴨池觀察館所見到的片野鴨池

## 姊妹、友好城市

### 日本
- 新發田市（新潟縣）
兩地於1991年締結為友好都市。
- 赤平市（北海道）

- 兩地於1995年締結為友好都市。

### 海外
- 哈密尔顿登打士（英语：Dundas, Ontario）（加拿大安大略省）
加賀市與過去的登打士於1968年締結為姊妹都市，登打士於2001年合併為現在的哈密爾頓。
- 台南市（中華民國）
兩地於2014年締結為友好都市。[13][14]
- 高雄市（中華民國)
兩地於2014年締結觀光交流協議，高雄市轄下的鼓山區也同時締結為友好交流協議。[15][16]

- 桃園市（中華民國)
兩地於2016年5月19日締結為友好都市。